# Novi Skucani
Novi Skucani es una localidad de Croacia en el municipio de Kapela, condado de Bjelovar-Bilogora.

## Geografía
Se encuentra a una altitud de 145 m s. n. m. a 85 km de la capital nacional, Zagreb.

## Demografía
En el censo 2011 el total de población de la localidad fue de 196 habitantes.
| Gráfica de población de Novi Skucani 1857-2011                      |
|                                                                     |
| Según los censos de población de la oficina estadística de Croacia. |